# L'Âme de la bête
Pour plus de détails, voir Fiche technique et Distribution.
L'Âme de la bête (Soul of the Beast) est un film muet américain réalisé par John Griffith Wray, et sorti en 1923.

## Fiche technique
- Titre : L'Âme de la bête
- Titre original : Soul of the Beast
- Réalisation : John Griffith Wray
- Scénario : C. Gardner Sullivan et Ralph Dixon
- Photographie : Henry Sharp
- Société de production : Thomas H. Ince Corporation
- Pays de production :  États-Unis
- Durée : 65 minutes
- Date de sortie : 
  - États-Unis : 7 mai 1923

## Distribution
- Madge Bellamy : Ruth Lorrimore
- Cullen Landis : Paul Nadeau
- Noah Beery : Caesar Durand
- Vola Vale : Jacqueline
- Bert Sprotte : Silas Hamm, le directeur du cirque